# Jean Robert (résistant, 1918-1944)
Pour les articles homonymes, voir Jean Robert et Robert.
Jean (André, Auguste) Robert, né le 5 septembre 1918 à Besançon (Doubs) et mort au combat le 7 septembre 1944 dans la même ville, est un gardien de la paix et résistant français,.
Initialement photographe pour la société Roux à partir de 1936, il devient fonctionnaire de police en 1944. Membre du Front National et des Francs-tireurs et partisans, il s'engage auprès des FFI dans le cadre de la Libération de Besançon,,. Le front se fixe alors au quartier Saint-Claude, où les positions allemandes sont attaquées par une manœuvre conjointe des résistants et des forces américaines ; alors qu'il essuie des rafales de mitrailleuse, Jean Robert est mortellement blessé par un tir d'obus. Il obtient des obsèques nationales le 11 septembre 1944 à l'Institution Saint-Joseph, est reconnu mort pour la France, alors que son nom est cité au monument aux morts, sur la stèle commémorative 1939-1945, sur la plaque commémorative du commissariat de la Gare-d'Eau, sur le livre d’or des Habitants de Besançon morts pour la France, sur le livre d’or du lycée Jules-Haag, à Notre-Dame de la Libération.